# Consejería de la Presidencia de la Generalidad de Cataluña
La consejería de la Presidencia es una de las consejerías del Gobierno de Cataluña. Esta consejería fue creada en 1980 y en algunas legislaturas las funciones de esta consejería han sido asumidas por el Presidente de la Generalidad de Cataluña o por el consejero primero. Actualmente lo es Albert Dalmau Miranda.

## Historia
La historia de la Consejería de la Presidencia de la Generalidad de Cataluña se inscribe en el proceso histórico de autogobierno en Cataluña, que tiene sus raíces en la Edad Media. La creación de la Generalidad como institución autonómica moderna se formalizó en el siglo XIV, cuando las Cortes Catalanas crearon la Diputación del General en 1359 para recaudar impuestos para la Corona. Con el tiempo, la Generalidad de Cataluña fue consolidándose como órgano de representación y autogobierno. Sin embargo, en 1716, el Decreto de Nueva Planta de Felipe V, tras la guerra de sucesión española, abolió la Generalidad y su estructura política.

### Restauración en elSigloXX
La restauración de la Generalidad de Cataluña en su forma moderna tuvo lugar en 1931, con la proclamación de la Segunda República Española. La autonomía fue oficialmente restablecida con el Estatuto de Autonomía de 1932, lo que permitió la creación de un gobierno catalán propio bajo la presidencia de Francesc Macià y luego Lluís Companys. Durante la guerra civil española, la Generalidad asumió competencias significativas y la fundación de la predecesora de la actual consejería, que se denominaba Consejería de Gobernación, pero tras la victoria de Franco en 1939, el gobierno catalán fue suprimido y muchos líderes políticos fueron perseguidos, encarcelados o ejecutados.

### Retorno de la Autonomía en 1977
Con el fin de la dictadura y el regreso de la democracia en España, la Generalidad de Cataluña fue restaurada en 1977, antes incluso de la aprobación de la Constitución de 1978. Se restauró la figura de presidente de la Generalidad, asumida por Josep Tarradellas, la restaurada Consejería de Gobernación la ocupó el republicano, Frederic Rahola i d'Espona. La restitución formal del autogobierno catalán se completó en 1979 con un nuevo Estatuto de Autonomía que permitió a Cataluña recuperar instituciones propias y dotarse de un Consejo Ejecutivo o gobierno autónomo.

### Creación de la Consejería de la Presidencia
Con la reorganización del gobierno catalán en la transición democrática, se establecieron diversas consejerías (o departamentos) dentro del Consejo Ejecutivo. La Consejería de la Presidencia fue creada como el órgano encargado de coordinar y apoyar la acción del presidente, gestionar la comunicación gubernamental, y supervisar áreas clave como las relaciones institucionales y la cooperación interadministrativa. Con el paso del tiempo, la consejería ha sumado responsabilidades en áreas como la acción exterior de Cataluña, la promoción de la cultura y la gestión de los medios de comunicación públicos.

### Desarrollo en elSigloXXI
En las primeras décadas del siglo XXI, el rol de la Consejería de la Presidencia se ha ampliado significativamente. En 2006, una reforma del Estatuto de Autonomía incrementó las competencias de Cataluña, lo que consolidó aún más la autonomía y expandió las funciones de la consejería en áreas como el derecho civil catalán, la representación en organismos europeos, y la proyección internacional de Cataluña. La consejería asumió también el papel de articular y coordinar la comunicación del gobierno en momentos de tensiones políticas, especialmente durante los debates sobre la independencia catalana en 2017.
Luego de la aplicación del artículo 155 de la Constitución, la Consejería de la Presidencia fue temporalmente suspendida y sus funciones asumidas por la administración central, bajo la dirección de la vicepresidenta del gobierno, Soraya Sáenz de Santamaría. A mediados de 2018, tras la formación del nuevo gobierno autonómico, el presidente Quim Torra restableció la consejería, y esta fue dirigida por la postconvergente Elsa Artadi.
Tras las elecciones autonómicas de 2021, la consejería adquirió nuevas competencias, y, luego de la salida de Junts per Catalunya del gobierno en 2022, se le asignaron responsabilidades adicionales, convirtiéndose en el departamento más influyente del ejecutivo liderado por Pere Aragonès. Sin embargo, después de la investidura de Salvador Illa como presidente en 2024, la Consejería de la Presidencia perdió algunas competencias debido a la creación de nuevos departamentos que asumieron parte de sus funciones. El actual consejero de la presidencia es Albert Dalmau.

## Estructura
La Consejería de la Presidencia se estructura a través de los órganos siguientes (en negrita los directamente dependientes del consejero):
- La Secretaría General de la Presidencia
  - La Dirección de Servicios.
  - Las Delegaciones Provinciales de la Consejería.
  - El Jurado de Expropiación de Cataluña.

- Secretaría de Medios de Comunicación y Difusión.
  - La Dirección General de Medios de Comunicación.
  - La Dirección General de Difusión.
  - La Corporación Catalana de Medios Audiovisuales (CCMA).
- Secretaría de Gobiernos Locales y Relaciones con Aran.
  - La Dirección General de Administración Local.
  - Los Servicios Territoriales de la Administración Local en las Provincia y El Vall d'Arán.
- Secretaría de Administración y Función Pública.
  - La Dirección General de Función Pública.
  - La Dirección General de Gobierno Abierto.
  - La Escuela de Administración Pública de Cataluña (EAPC).
- Secretaría de Telecomunicaciones y Transformación Digital.
  - La Dirección General de Servicios Digitales y Experiencia Ciudadana.
  - La Dirección General de Infraestructuras Digitales.
  - El Centro de Telecomunicaciones y Tecnologías de la Información de la Generalidad de Cataluña (CTTI).
  - La Agencia de Ciberseguridad de Cataluña.
  - El Consorcio de Administración Abierta de Cataluña
  - La Fundación Privada i2cat.

## Competencias
El DECRETO 21/2021, de 25 de mayo, de creación, denominación y determinación del ámbito de competencia de los departamentos de la Administración de la Generalidad de Cataluña, establece las competencias de las distintas consejerías de la Generalidad de Cataluña.
Dentro de sus competencias figura el apoyo y asistencia al presidente de la Generalidad de Cataluña en el ejercicio de sus funciones, así como las funciones de Secretaría del Gobierno, el asesoramiento, representación y defensa jurídica del Gobierno y de la Administración de la Generalidad y de los organismos dependientes, así como la gestión de las publicaciones oficiales. La coordinación y seguimiento del Consejo Técnico, sin perjuicio de las atribuciones conferidas la vicepresidencia del Gobierno y la coordinación interdepartamental y el impulso de estrategias conjuntas. Por otro lado, esta consejería es la encargada de la estrategia comunicativa y la política informativa del Gobierno, así como la información y difusión de la actividad del presidente y de la portavoz, así como la relación con los medios de comunicación, la organización de la prestación de los servicios audiovisuales de la Generalidad y de ámbito local, y la regulación y control de los servicios de comunicación en el ámbito de Cataluña. Además, se encarga de las relaciones institucionales y con el Parlamento, del impulso al desarrollo del autogobierno y de la  cooperación con la Administración local de Cataluña. En la actual legislatura la Consejería de la Presidencia tiene las competencias en administraciones públicas. Por esta razón se encarga del impulso de estrategias y evaluación de las administraciones públicas y del sector público, así como su estructura y dimensionamiesto, organización, funcionamiento, coordinación y digitalización, así como el desarrollo de la administración electrónica, la formación del personal al servicio de las administraciones públicas y la función pública. También tiene las competencia en las políticas deportivas de la Generalidad de Cataluña. A esta Consejería quedan adscritos  el Patronato de la Montaña de Montserrat, la Casa de la Generalidad en Perpiñán, la Entidad Autónoma del Diario Oficial y de Publicaciones (EADOP), el Instituto de Estudios del Autogobierno y la Escuela de Administración Pública de Cataluña.

## Presupuesto
En 2024, el presupuesto de la Consejería de la Presidencia de la Generalidad de Cataluña asciende a aproximadamente 1,033 millones de euros, lo que representa un incremento del 13,4% respecto al año anterior. Este aumento responde en parte al refuerzo de proyectos en diversas áreas estratégicas, incluyendo políticas de digitalización, la cooperación interdepartamental, y el fortalecimiento de la identidad cultural y lingüística catalana. Además, el Gobierno de Cataluña ha priorizado la sostenibilidad y la innovación en los servicios públicos, siendo estas áreas objetivos prioritarios en el marco de su Plan de Gobierno para la actual legislatura.
| Gasto consolidado de la Consejería de la Presidencia desde el año 2004 Datos cada año, salvo el más reciente y de los años que no hubo presupuestos (en millones de euros)                                                 |
| |
| Leyenda: Competencias sobre Presidencia y Administración Pública. Competencias únicamente sobre Presidencia. Fuente: Presupuestos Generales del Gobierno de la Generalitat de Cataluña. Consejería de Economía y Hacienda. |

## Consejeros
| Legislatura        | Inicio                                                             | Fin                                                                | Titular                                                            | Partido                                                            | Partido                                                            |
| ------------------ | ------------------------------------------------------------------ | ------------------------------------------------------------------ | ------------------------------------------------------------------ | ------------------------------------------------------------------ | ------------------------------------------------------------------ |
| 'I (1980-1984)'    | Consejería Adjunta a la Presidencia                                | Consejería Adjunta a la Presidencia                                | Consejería Adjunta a la Presidencia                                | Consejería Adjunta a la Presidencia                                | Consejería Adjunta a la Presidencia                                |
| 'I (1980-1984)'    | 8 de mayo de 1980                                                  | 17 de mayo de 2984                                                 | Miquel Coll                                                        |                                                                    | UDC                                                                |
| 'I (1980-1984)'    | Consejería de Gobernación                                          |                                                                    |                                                                    |                                                                    |                                                                    |
| 'I (1980-1984)'    | 8 de mayo de 1980                                                  | 24 de agosto de 1982                                               | Joan Vidal i Gayolà                                                |                                                                    | UDC                                                                |
| 'I (1980-1984)'    | 24 de agosto de 1982                                               | 17 de mayo de 1984                                                 | Macià Alavedra                                                     |                                                                    | UDC                                                                |
| 'II (1984-1988)'   | Consejería de Gobernación                                          | Consejería de Gobernación                                          | Consejería de Gobernación                                          | Consejería de Gobernación                                          | Consejería de Gobernación                                          |
| 'II (1984-1988)'   | 18 de junio de 1984                                                | 9 de mayo de 1986                                                  | Macià Alavedra                                                     |                                                                    | CDC                                                                |
| 'II (1984-1988)'   | 9 de mayo de 1986                                                  | 4 de junio de 1988                                                 | Agustí Bassols                                                     |                                                                    | UDC                                                                |
| 'III (1988-1992)'  | Consejería de Gobernación                                          | Consejería de Gobernación                                          | Consejería de Gobernación                                          | Consejería de Gobernación                                          | Consejería de Gobernación                                          |
| 'III (1988-1992)'  | 4 de julio de 1988                                                 | 15 de abril de 1992                                                | Josep Gomis i Martí                                                |                                                                    | CDC                                                                |
| 'IV (1992-1995)'   | Consejería de Gobernación                                          | Consejería de Gobernación                                          | Consejería de Gobernación                                          | Consejería de Gobernación                                          | Consejería de Gobernación                                          |
| 'IV (1992-1995)'   | 15 de abril de 1992                                                | 22 de diciembre de 1992                                            | Josep Gomis i Martí                                                |                                                                    | CDC                                                                |
| 'IV (1992-1995)'   | 22 de diciembre de 1992                                            | 1 de febrero de 1995                                               | Maria Eugènia Cuenca                                               |                                                                    | CDC                                                                |
| 'IV (1992-1995)'   | 1 de febrero de 1995                                               | 11 de enero de 1996                                                | Xavier Pomés i Abella                                              |                                                                    | CDC                                                                |
| 'V (1995-1999)'    | Consejería de la Presidencia                                       | Consejería de la Presidencia                                       | Consejería de la Presidencia                                       | Consejería de la Presidencia                                       | Consejería de la Presidencia                                       |
| 'V (1995-1999)'    | 11 de enero de 1996                                                | 29 de noviembre de 1999                                            | Xavier Trias                                                       |                                                                    | CDC                                                                |
| 'VI (1999-2003)'   | Consejería de la Presidencia                                       | Consejería de la Presidencia                                       | Consejería de la Presidencia                                       | Consejería de la Presidencia                                       | Consejería de la Presidencia                                       |
| 'VI (1999-2003)'   | 29 de noviembre de 1999                                            | 3 de febrero de 2000                                               | Xavier Trias                                                       |                                                                    | CDC                                                                |
| 'VI (1999-2003)'   | 3 de febrero de 2000                                               | 17 de enero de 2001                                                | Joaquím Triadú                                                     |                                                                    | CDC                                                                |
| 'VI (1999-2003)'   | Consejería de la Presidencia y Consejería Primera                  |                                                                    |                                                                    |                                                                    |                                                                    |
| 'VI (1999-2003)'   | 17 de enero de 2001                                                | 20 de diciembre de 2003                                            | Artur Mas                                                          |                                                                    | CDC                                                                |
| 'VII (2003-2006)'  | Consejería de la Presidencia                                       | Consejería de la Presidencia                                       | Consejería de la Presidencia                                       | Consejería de la Presidencia                                       | Consejería de la Presidencia                                       |
| 'VII (2003-2006)'  | 15 de mayo de 2006                                                 | 28 de noviembre de 2006                                            | Joaquim Nadal i Farreras                                           |                                                                    | PSC                                                                |
| 'VII (2003-2006)'  | Consejería de la Relaciones Institucionales y Participación        |                                                                    |                                                                    |                                                                    |                                                                    |
| 'VII (2003-2006)'  | 15 de mayo de 2006                                                 | 28 de noviembre de 2006                                            | Joan Saura i Laporta                                               |                                                                    | ICV                                                                |
| 'VIII (2006-2010)' | Consejería de Interior, Relaciones Institucionales y Participación | Consejería de Interior, Relaciones Institucionales y Participación | Consejería de Interior, Relaciones Institucionales y Participación | Consejería de Interior, Relaciones Institucionales y Participación | Consejería de Interior, Relaciones Institucionales y Participación |
| 'VIII (2006-2010)' | 28 de noviembre de 2006                                            | 29 de diciembre de 2010                                            | Joan Saura i Laporta                                               |                                                                    | ICV                                                                |
| 'VIII (2006-2010)' | Consejería de la Gobernación y Administraciones Públicas           |                                                                    |                                                                    |                                                                    |                                                                    |
| 'VIII (2006-2010)' | 28 de noviembre de 2006                                            | 1 de marzo de 2008                                                 | Joan Puigcercós i Boixassa                                         |                                                                    | ERC                                                                |
| 'VIII (2006-2010)' | 1 de marzo de 2008                                                 | 29 de diciembre de 2010                                            | Jordi Ausàs i Coll                                                 |                                                                    | ERC                                                                |
| 'IX (2010-2012)'   | Consejería de Gobernación y Relaciones Institucionales             | Consejería de Gobernación y Relaciones Institucionales             | Consejería de Gobernación y Relaciones Institucionales             | Consejería de Gobernación y Relaciones Institucionales             | Consejería de Gobernación y Relaciones Institucionales             |
| 'IX (2010-2012)'   | 29 de diciembre de 2010                                            | 25 de noviembre de 2012                                            | Joana Ortega i Alemany                                             |                                                                    | UDC                                                                |
| 'X (2012-2015)'    | Consejería de la Presidencia y Portavocía del Gobierno             | Consejería de la Presidencia y Portavocía del Gobierno             | Consejería de la Presidencia y Portavocía del Gobierno             | Consejería de la Presidencia y Portavocía del Gobierno             | Consejería de la Presidencia y Portavocía del Gobierno             |
| 'X (2012-2015)'    | 24 de diciembre de 2012                                            | 16 de noviembre de 2015                                            | Francesc Homs Molist                                               |                                                                    | CDC                                                                |
| 'X (2012-2015)'    | Consejería de Gobernación y Relaciones Institucionales             |                                                                    |                                                                    |                                                                    |                                                                    |
| 'X (2012-2015)'    | 22 de junio de 2015                                                | 16 de noviembre de 2015                                            | Meritxell Borràs Solé                                              |                                                                    | CDC                                                                |
| 'XI (2015-2017)'   | Consejería de Gobernación, Administraciones Públicas y Vivienda    | Consejería de Gobernación, Administraciones Públicas y Vivienda    | Consejería de Gobernación, Administraciones Públicas y Vivienda    | Consejería de Gobernación, Administraciones Públicas y Vivienda    | Consejería de Gobernación, Administraciones Públicas y Vivienda    |
| 'XI (2015-2017)'   | 11 de enero de 2016                                                | 27 de octubre de 2017                                              | Meritxell Borràs                                                   |                                                                    | CDC                                                                |
| 'XII (2017-2021)'  | Consejería de la Presidencia                                       | Consejería de la Presidencia                                       | Consejería de la Presidencia                                       | Consejería de la Presidencia                                       | Consejería de la Presidencia                                       |
| 'XII (2017-2021)'  | 2 de junio de 2018                                                 | 25 de marzo de 2019                                                | Elsa Artadi Vila                                                   |                                                                    | Ind                                                                |
| 'XII (2017-2021)'  | 25 de marzo de 2019                                                | 26 de mayo de 2021                                                 | Meritxell Budó i Pla                                               |                                                                    | JxC                                                                |
| 'XII (2017-2021)'  | Consejería de Políticas Digitales y Administración Pública         |                                                                    |                                                                    |                                                                    |                                                                    |
| 'XII (2017-2021)'  | 2 de junio de 2018                                                 | 26 de mayo de 2021                                                 | Jordi Puigneró Ferrer                                              |                                                                    | JxC                                                                |
| 'XIII (2021-2024)' | Consejería de la Presidencia                                       | Consejería de la Presidencia                                       | Consejería de la Presidencia                                       | Consejería de la Presidencia                                       | Consejería de la Presidencia                                       |
| 'XIII (2021-2024)' | 26 de mayo de 2021                                                 | 10 de agosto de 2024                                               | Laura Vilagrà                                                      |                                                                    | ERC                                                                |
| 'XIV (2024-)'      | 10 de agosto de 2024                                               | En el Cargo                                                        | Albert Dalmau Miranda                                              |                                                                    | PSC                                                                |